# Дечин
Дечин (на чешки: Děčín; на немски: Tetschen-Bodenbach) е град в Северна Чехия, Устецки край. Административен център на едноименния окръг Дечин. Населението на града е 50 289 жители (2013), а площта му е 118,04 km2.
Дечин лежи на важната железопътна линия Прага – Дрезден – Берлин. Градът е голям промишлен център. Намира се на 135 m надморска височина, което го прави най-ниско разположения град в Чехия.

## История
Районът на Дечин е заселен през 9 век от славянското племе дечани, откъдето и носи името си. През 10 век бохемските князе Пршемисловци имат в местността и крепост, построена на левия бряг на брода на река Елба, но след наводнение, през 1059 г. тя е издигната отново, този път на десния бряг. Селището, намиращо се на търговския път от Рудните планини на запад към региона на Горна Лужица, се споменава за първи път в нотариален акт от 993 г.
Крал Отокар II (1253 – 1278) издига Дечин като административен център на околните земи, след заселването им с немски колонисти. Населението, историята и културата на града остават немски до експулсирането им през 1945 г.
Градът е под контрола на владетелите на Вартенберг от 1305 до 1534 г., когато е закупен от богатия владетел Рудолф фон Бюнау. Неговият род въвежда протестантството в региона и градът процъфтява; протестантската вяра обаче е потъпкана от хабсбургските крале в хода на Контрареформацията, а родът Бюнау е изгонен след битката при Бялата планина през 1620 г. През 1628 г. те продават града на бароните на Тун и Хоенщайн. По време на Тридесетгодишната война (1618 – 1648 г.) Дечин е опустошен няколко пъти.

## Известни жители
- Мирослав Тирш (1832 – 1884) – чешки обществен и спортен деец, педагог, професор, литературен критик, историк на изкуствата, доктор по философия. Основател на световното младежко спортно движение „Сокол“.
- Йохан Радон – австрийски математик
- Егон Клепш – немски политик
- Владимир Шмицер – бивш чешки футболист
- Каролина Куркова – чешки модел

## Галерия
- Розовата градина в Дечинския замък
- Изглед към Елба и замъка
- Главната железопътна гара на града
- Нощен Дечин
- Площадът

## Побратимени градове
- Пршеров, Чехия
- Пирна, Германия
- Ружомберок, Словакия
- Йонава, Литва